# Valentin Löwe
Valentin Löw(e), event. také Lew resp. Leo (1572, Adorf - 1630, Kürbitz) byl německý luteránský teolog, farář v Nejdku a Chabařicích, arciděkan v Chebu.

## život
Löwe se narodil jako syn ševce v Adorfu ve Fojtsku. Po absolvování latinské školy v Horním Slavkově v Čechách studoval v roce 1590 na univerzitě v Lipsku, kde dočasně působil jako soukromý učitel v rodině radního Antona Unruhera, a v roce 1594 na univerzitě Leucorea ve Wittenbergu.

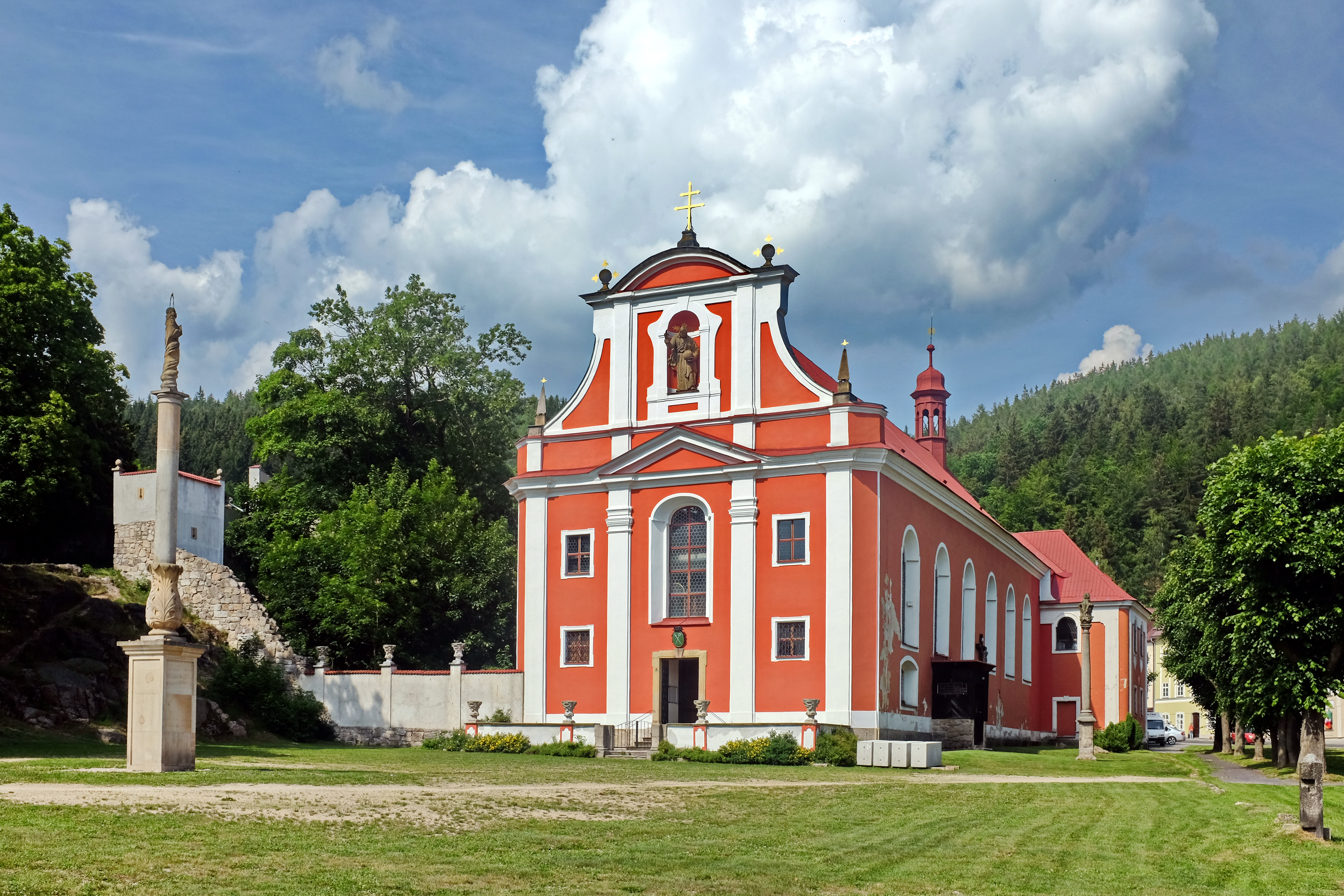
Farní kostel svatého Martina v Nejdku.

V roce 1594 přijal v českém Oloví ordinaci. Tam se oženil s dcerou falknovského měšťana. Po pěti letech práce odešel kolem roku 1599 z Oloví po sporech s místní komunitou do Nejdku, kde nastoupil na místo faráře a byl nazýván „znamenitým vedoucím matriky“.
V roce 1609 uspořádal pohřební kázání o švýcarském malíři Josephu Heintzovi starším a v roce 1614 sloužil zádušní mši za Bedřicha Kašpara Colonnu z Velsu.
18. října 1624 vykonal v Nejdku svůj poslední křest poté, co před ním byl zdejší farní kostel uzamčen a byl mu zapovězen vstup do budovy a následně byl z města vyhnán císařskými vojáky. 
Následně působil jako farář v Karlových Varech a dne 30. listopadu 1627 byl představen svým známým superintendentem Johannem Hofstätterem jako nový arciděkan v Chebu.  28. září 1628 ovšem museli všichni protestantští duchovní opustit Cheb a Löw byl vyhoštěn do Wunsiedelu ve Frankách.
Naposledy byl pastorem v Kürbitzi u Plavna, kde se „proslavil silou své řeči“.
Valentin Löwe zemřel v Kürbitzi v roce 1630. Jeho portrétní epitaf z roku 1631 se signaturou PK je připisován malíři Paulu Keilovi ze Schleize. Kromě epitafu se v kostele v Kürbitzu nachází jeho portrét z roku 1630 namalovaný v oleji.

## Manželství a rodina
Valentin Löw se 8. ledna 1595 v Oloví oženil s Evou Hüllerovou z Falknova. Z jejich manželství jsou známy tyto děti:
- Adam (pokřtěn 23. ledna 1596 v Oloví)
- Fridericus (pokřtěn 25. října 1597 v Oloví)
- Judita (pokřtěna 2. května 1599 v Nejdku), roku 1617 se v Nejdku provdala za Davida Hausnera, mistr sklárny Eulenhütte
- Marie (12. července 1602 v Nejdku - 14. prosince 1624) [6]
- Anna Barbara (pokřtěna 11. července 1604 v Nejdku)
- Zachariáš (pokřtěn 19. listopadu 1608 v Nejdku)
- Anna Barbara (pokřtěna 22. dubna 1611 v Nejdku)
- Valentinus (pokřtěn 21. února 1613 v Nejdku)
- Sophia (pokřtěna 23. dubna 1617 v Nejdku)

## Spisy (výběr)
- EPITHALAMIA || IN || HONOREM NVPTIARVM,|| ERVDITIONIS ET || Pietatis laude ornatissimi viri, Dn. GE=||ORGII GOECENI, Scholae quae || est apud Falckonovienses Collegae vigilã=||tissimi, Sponsi: & pudicissimae foeminae || SABINAE, Doctissimi viri Dn. GEORGII || SCHMIDEVVALDII, eiusdem Scholae || patriae quondam Collaboratoris dignissi=||mi p. m. relictae viduae,|| Sponsae:|| Scripta || ab || Amicis et popularibus in || Academiâ VVitebergensi.|| 1595
- Eine kurtze Evangelische Trost-Predigt Gehalten zu Prag/ in der Kirchen zu S. Johannes vnter dem Berge Sion genant/ bey dem volckreichenBegräbniß Herrn Joseph Heintzens, Leipzig 1610
- Exequiae Velsiacae. Drey Christliche Leichpredigten/ und etliche Epicedia und Grabschrifften. Uber dem unverhofften/ doch hochgewündschten und gantz seligen Abschied/ Des Weiland Wolgebornen Herrn/ Herrn Friederich Colonae/ Freyherrn zu Velß/ Herrn zu Schenckenberg ...Welcher Am andern Tag des Aprilis in diesem 1614. Jahr ... zum Gabhorn ... entschlaffen/ und den 30. eiusdem in der Pfarrkirchen zu Newdeck ... bestattet worden, Leipzig 1614
- Albuminscriptie / 133 C 14 - A., Eger 1626